# В'язниця

Кількість ув'язнених на 100 тис. громадян за країною, 2012

В'язни́ця, тюрма́ — установа та приміщення, де люди відбувають покарання шляхом позбавлення волі.

## Центральна Азія

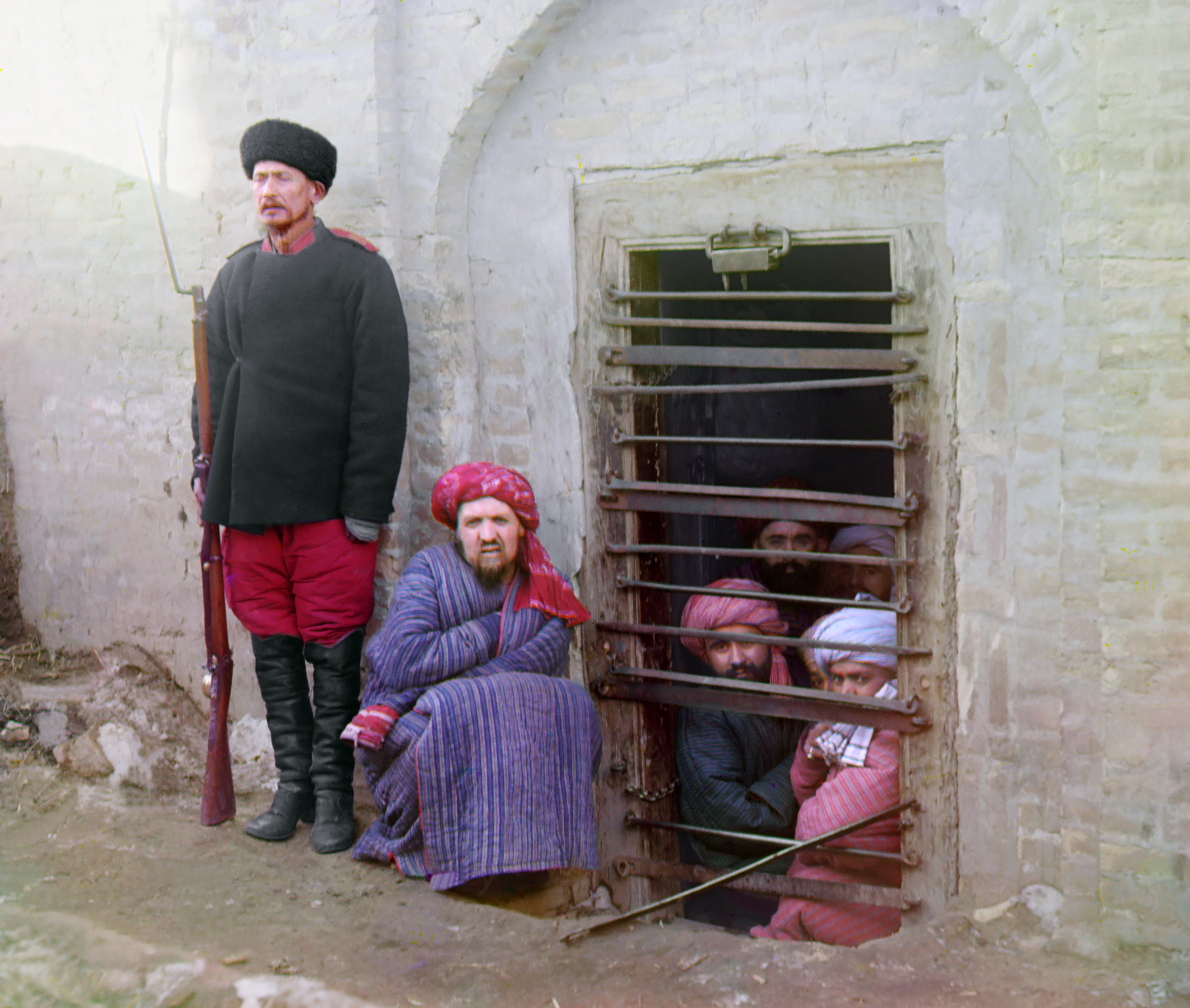
Зіндан (Бухарський емірат, Російська імперія, 1917).

У центральноазійських країнах в'язниця називається зіндан — від перського زندان, zindân — «тюрма». Слово утворене від зіна — «злочин» і дан — «приміщення». Зіндани споруджували у вигляді ям, землянок або напівземлянок.

## Україна

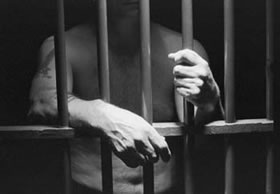
За ґратами.

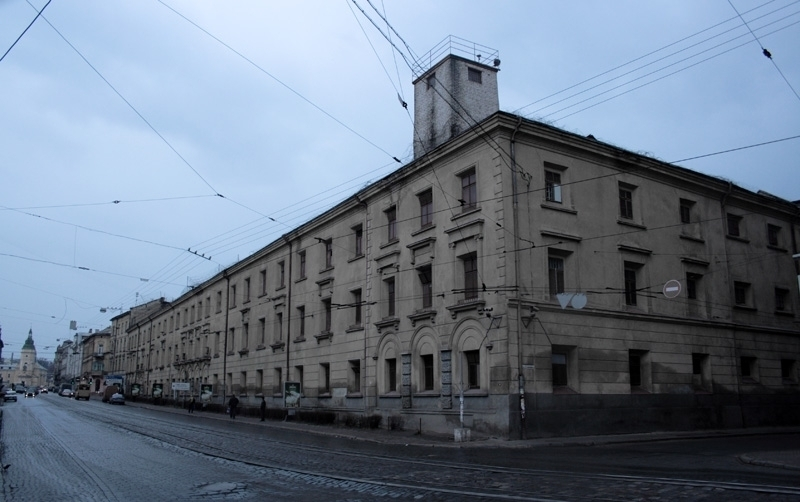
В'язниця Бригідки у Львові (слідчий ізолятор № 19).

### Київська Русь
З княжої доби докладніших відомостей про форми ув'язнення немає. Місцем ув'язнення для вищих верств суспільства був так званий «поруб», до якого саджали політичних в'язнів (князів-противників, змовників-бояр тощо); в окремих монастирських приміщеннях ув'язнювали «церковних людей» і злочинців проти релігії. За всілякі інші провини тримали в різних місцях під вартою. Пізніше місцем ув'язнення звичайно були ратуші, в яких були спеціальні «турми» (від нім. der Turm — «вежа»). У джерелах згадуються також і замкові «турми».
Ув'язнених називали також колодниками, бо їх часто тримали в колодках (дерев'яних кайданах). Церковні суди тримали винних у «куні», тобто заковували в залізну скобу з замками, прикріплену до зовнішньої стіни дзвіниці або церкви. По селах винних тримали під вартою в коморах, хлівах або в приміщеннях, спеціально на це призначених. За Гетьманщини були тюрми в полкових містах, в яких в'язні перебували, переважно, під слідством. Головними формами покарання були грошові й тілесні кари і страта. На підставі судового рішення також забивали в колодки, приковували до гармати, іноді віддавали на відробітки до монастиря. Ув'язнення застосовувалося рідко (за переховування злодіїв, перелюбство, відмову повернути вкрадене, а також за неправдиву апеляцію). Строк ув'язнення, залежно від провини, тривав від 12 тижнів до 2 років.

### Російська імперія

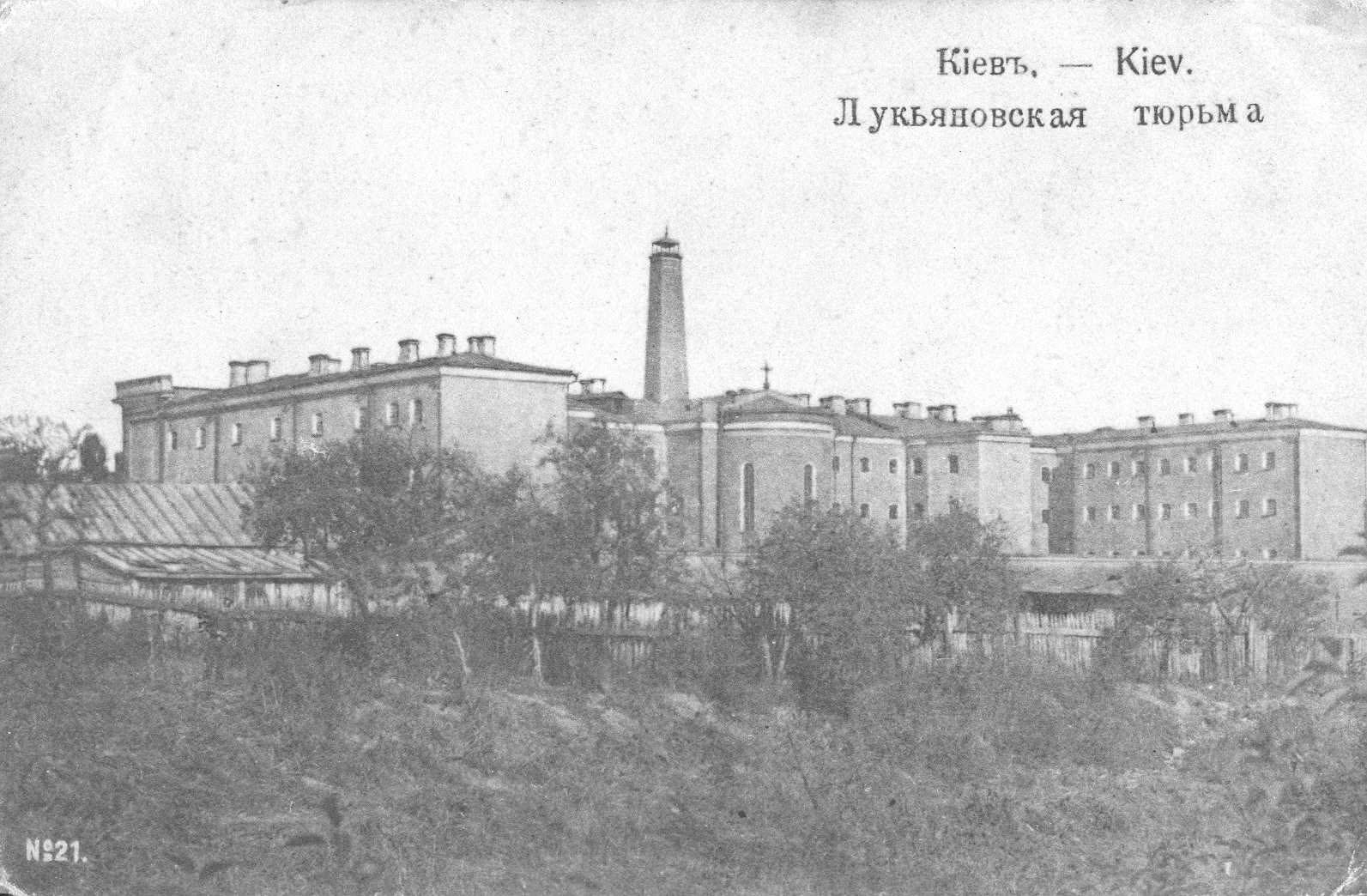
Лук'янівська в'язниця у Києві, 1900 р.

У Російській імперії до середини 17 ст. ув'язнених тримали лише під слідством у підземеллях, льохах і так званих «застінках». З 1649 тюрму почали застосовувати як додатковий засіб покарання. У царських тюрмах аж до реформи середини 19 ст. панували жахливі умови. Ще у 18 ст. уряд не давав жодних коштів на утримання в'язнів, часом їх випускали на жебри, і були випадки смерти з голоду. Загальне число тюрем — каторжних, кріпосних, монастирських — досягало 20 тисяч.
У 19 ст. позбавлення волі стає головною мірою покарання. На українських землях під Австрією при кожному суді були тюрми, в яких тримали також в'язнів під слідством. Ця система поволі прищепилася і в Росії, хоч тут широко було практиковане заслання і каторжні роботи. Щойно в другій половині 19 ст. розпочато реформи. 1879 ухвалено закон про тюремне управління й реорганізацію тюрем за різними категоріями. Тоді ж розпочато планову розбудову тюремних приміщень. 1890 ухвалено закон про перебування під вартою, а 1909 — про виховно-виправні заклади для неповнолітніх. У 19—20 віках кожне місто в Росії мало тюремний будинок, часто не один; вони називалися різно: тюрма, острог, тюремний замок. Приміщення при волосній управі, поліцейській дільниці тощо для тимчасового утримання заарештованих (аналог сучасного ІТУ) називалося «холодна». У Києві була велика Лук'янівська тюрма і менша на Бібіковському бульварі, у Харкові — тюрма на Холодній горі. Політичних в'язнів за царського часу тримали у 18 — першій половині 19 ст. в льохах Києво-Печерської лаври, а пізніше — у Київській фортеці (зокрема в т. зв. «Косому Капонірі»). На українських землях під Австрією тюремні справи регулював закон 1873 про кримінальне злочинство, а також різні правила.

### Друга Річ Посполита
Під Польщею були збережені російська й австрійська системи, доповнені окремими законодавчими актами. Ці закони регулювали питання відбуття кари позбавлення волі, тюремної адміністрації, праці в'язнів тощо. Спеціальних тюрем для політв'язнів у Польщі не було, так що українці, засуджені за антидержавну діяльність, відбували ув'язнення у тюрмах в корінній Польщі (Вісніч, Вронки, Равіч, Сєрадз, Свєнти Кжиж). Найбільша тюрма загального типу була у Львові — «Бриґідки»,  і через неї перейшли тисячі українських політичних в'язнів. 1934 року створено концентраційний табір у Березі Картузькій.

### Радянські часи

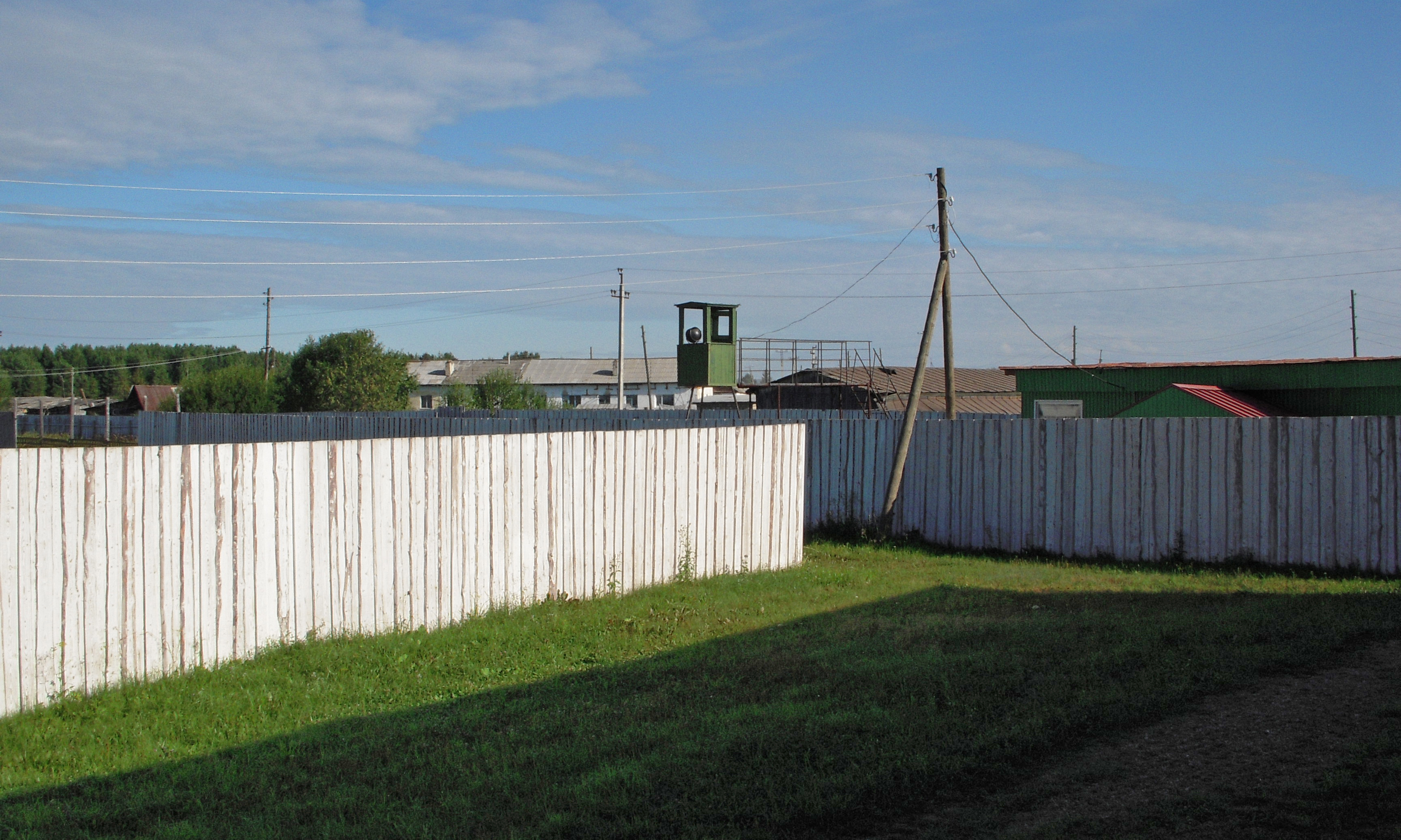
Колишній табір ГУЛАГу Перм-36.

В СРСР основною формою позбавлення волі стали концентраційні табори (звичайно під назвою «виправно-трудових колоній»). Але політичний терор набрав такого масового характеру, що не тільки колишні царські тюрми були настільки переповнені, що в одиночних чи призначених на 2—4 особи камерах утримувалось по кільканадцять в'язнів, а під тюрми пристосовано й будови іншого призначення. Тюремний тип покарання відзначається певною ізоляцією, максимальним обмеженням прав в'язнів (обмеження, а то й заборона побачень, заборона набувати додаткові харчі і предмети першої потреби, обмеження листування тощо).
У 1920 — 50-их pp. з політичних мотивів масово ув'язнювали без жодних законних чи судових формальностей і чинили жорстокі розправи до фізичних знущань включно: відомі жорстокі масові розстріли у Вінниці 1937—38 (див. Вінницький злочин), у Львові, Дрогобичі, Тернополі, Дубному й інших містах перед відступом Червоної армії в 1941 і багато ін. З другої половини 1950-х років ув'язнення в тюрму відбувається формально тільки на підставі судового вироку, але фактично й тепер порушення норм законности стосовно політичних в'язнів лишається типовою ознакою радянської пенітенціарної системи. Про це свідчать ув'язнення й суди над діячами українського опору 1960—70-их років. Політичних в'язнів як правило утримують у тюрмах усуміш з кримінальними в'язнями, що робиться з політичною метою: щоб приховати рух опору і назовні твердити, ніби в ув'язненні перебувають лише кримінальні злочинці. Боротьба ув'язнених діячів опору за статус політв'язня не дала помітних наслідків. У 1960—70-х роках, як і раніше, радянський уряд ув'язнював українських політичних в'язнів у тюрми (як і в концентраційні табори) за межами УРСР (відома Владимірська тюрма), що література Самвидаву оцінює як повний брак суверенности республіки, яка позбавлена навіть права вирішувати справи своїх в'язнів.
Режим тюрем у ті часи регулювалися документами «Основи виправно-трудового законодавства СРСР» (1969) і «Виправно-трудовий кодекс УРСР» (1971). Статистичні дані про загальну кількість в'язнів повідомляли — і поділ їх на кримінальних і політичних вважалися державною таємницею.